# Erzenhausen
Erzenhausen là một đô thị ở huyện Kaiserslautern, bang Rheinland-Pfalz, phía tây nước Đức. Đô thị Erzenhausen có diện tích 5,63 km².